# Laura Thies
Laura Thies (* 27. Februar 1984 in München) ist eine deutsche Filmregisseurin.

## Leben
Laura Thies wuchs in Chieming am Chiemsee auf und besuchte bis zur Mittleren Reife das Landschulheim Schloss Ising. 2002 machte sie ihr International Baccalaureate am Stanstead College in Québec, Kanada. Von 2002 bis 2004 besuchte sie die American Musical and Dramatic Academy (AMDA) in New York City und erhielt ein Zertifikat in Musical Theater. Von 2004 bis 2009 besuchte sie die New School University und erhielt dort einen Bachelor of Fine Arts in Musical Theater und  einen Master of Arts in Media Studies und International Affairs. Auch spielte sie in Theaterstücken mit.
Mit den Filmen Surviving Family (2012) und Schattenwald (2015) gewann sie diverse Preise als Regisseurin, vor allem bei US-amerikanischen Filmfestivals. Danach wurde sie als Regisseurin und Regieassistentin bei Fernsehfilmen und Serien eingesetzt.
Laura Thies ist verheiratet. Sie lebt mit ihrer Familie nördlich von München.

## Filmografie (Auswahl)
- 2012: Surviving Family
- 2015: Schattenwald
- 2019–2020: Familie Dr. Kleist (Fernsehserie, 6 Folgen)
- 2019–2020: Die Rosenheim-Cops (Fernsehserie, 7 Folgen)
- 2020: Kreuzfahrt ins Glück: Hochzeitsreise an die Ostsee
- 2021–2023: Dahoam is Dahoam (Fernsehserie, 25 Folgen)
- 2022: Tiere bis unters Dach (Fernsehserie, 9 Folgen)
- 2022: Kreuzfahrt ins Glück: Hochzeitsreise nach Kreta
- 2022: Inga Lindström: Der Autor und ich
- 2023: Inga Lindström: Die Süße des Lebens
- 2025: Das Traumschiff: Curaçao
- 2025: SOKO Stuttgart (Fernsehserie, 2 Folgen)